# Nassim Zitouni
Nassim Zitouni (sinh ngày 31 tháng 3 năm 1994 ở Sétif) là một cầu thủ bóng đá Algérie thi đấu ở vị trí tiền vệ cho câu lạc bộ Bulgarian First League Dunav Ruse.

## Sự nghiệp
Zitouni khởi đầu sự nghiệp ở đội trẻ của câu lạc bộ Pháp Olympique Lyonnais. Mùa hè 2014, anh thử việc với câu lạc bộ Bồ Đào Nha Vitória Guimarães và được mời bản hợp đồng sau 4 ngày. Ngày 18 tháng 10 năm 2014, anh ra mắt chuyên nghiệp, vào sân từ ghế dự bị trong trận đấu ở Segunda Liga trước Portimonense.